# Харисбърг (град, Орегон)
Харисбърг (на английски: Harrisburg) е град в окръг Лин, щата Орегон, САЩ. Харисбърг е с население от 2795 жители (2000) и обща площ от 4,2 km². Намира се на 94,2 m надморска височина. ЗИП кодът му е 97446, а телефонният му код е 541.